# 天神社 (久喜市北広島)
天神社（てんじんしゃ）は、埼玉県久喜市の神社。

## 歴史
創建年代は不明である。ただ江戸時代後期の地誌『新編武蔵風土記稿』に記載されていることから、その頃には既に存在していたものと推測される。近くにあった「金剛院」が別当寺であった。金剛院は真言宗の寺院であったが、明治初期の神仏分離により、廃寺に追い込まれた。現在、跡地には「地蔵堂」が残されている。
明治初期、近代社格制度に基づく「村社」に列せられ、明治年間の神社合祀により、周辺の神社が合祀されたが、その後合祀された神社の大半は、元に戻されている。「八幡社」は当社に残された摂末社で、武勲の神として信仰を集め、そのご利益により日露戦争に出征した当地の兵士は全員無傷で復員できたという。

## 交通アクセス
- 南栗橋駅より徒歩16分。